# Mente et malleo

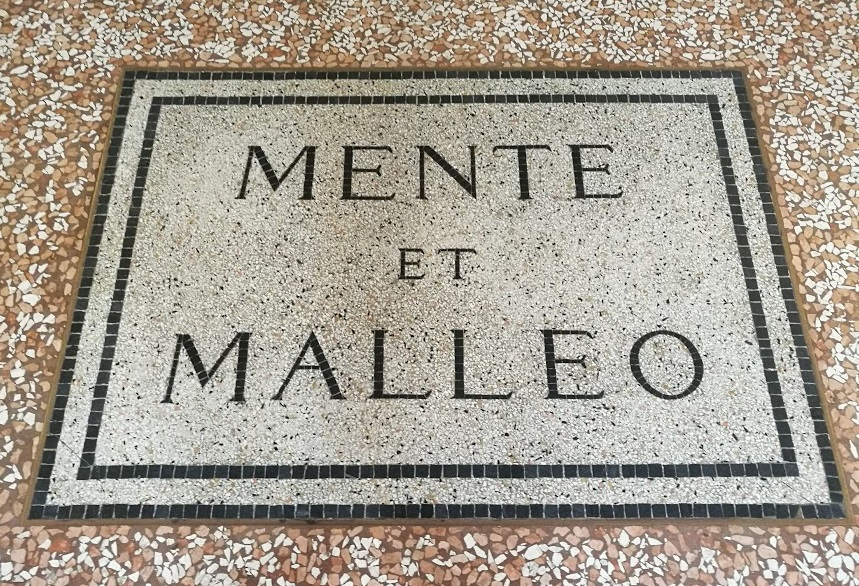
Pavimento d'ingresso alla collezione di geologia del Museo geologico Giovanni Capellini di Bologna

Mente et malleo è un motto latino, di coniazione moderna, che significa letteralmente «con la mente e con il martello». È il motto della Società Geologica Italiana, con cui si vogliono esprimere i due strumenti di lavoro, ciascuno essenziale e insieme complementari, necessari per la ricerca e lo studio del geologo e del mineralogista.
In generale, il motto può essere usato per esprimere un ideale di vita e di progresso intellettuale fondato non solo sullo studio e sulla riflessione astratta, ma anche sull'esperienza concreta e strumentale e sulla collaborazione fra le arti liberali e le occupazioni «meccaniche».

## Origine e significato

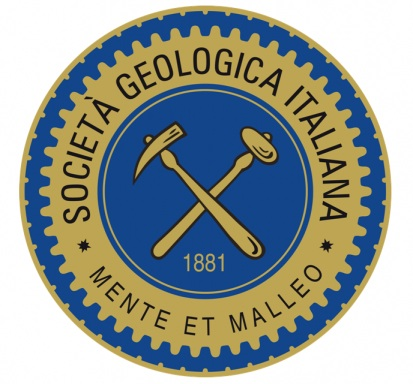
Logo della Società Geologica Italiana

L'espressione non si rinviene negli autori latini. Il filosofo francese Bruno Latour attribuisce il motto a Friedrich Nietzsche.
La prima attestazione nota sembra essere proprio il motto che la Società Geologica Italiana adottò all'atto della sua fondazione, avvenuta il 30 settembre 1881 da parte di Quintino Sella, Igino Cocchi e pochi altri geologi riuniti a Bologna nel secondo congresso internazionale di geologia. Lo stesso Cocchi, nel 1893, espresse con queste parole le ragioni della scelta del motto:
(Igino Cocchi,  Bollettino della Società Geologica Italiana, XII, 1893, Roma, Tipografia della Regia Accademia dei Lincei, 1893, p. 491 )
In un suo libro di ricordi del 1893, l'ingegnere minerario Eugenio Marchese annota su Quintino Sella le seguenti parole:
(Eugenio Marchese, Quintino Sella in Sardegna, Torino-Roma, L. Roux e C., 1893, pp. 60-61 )

## Utilizzo

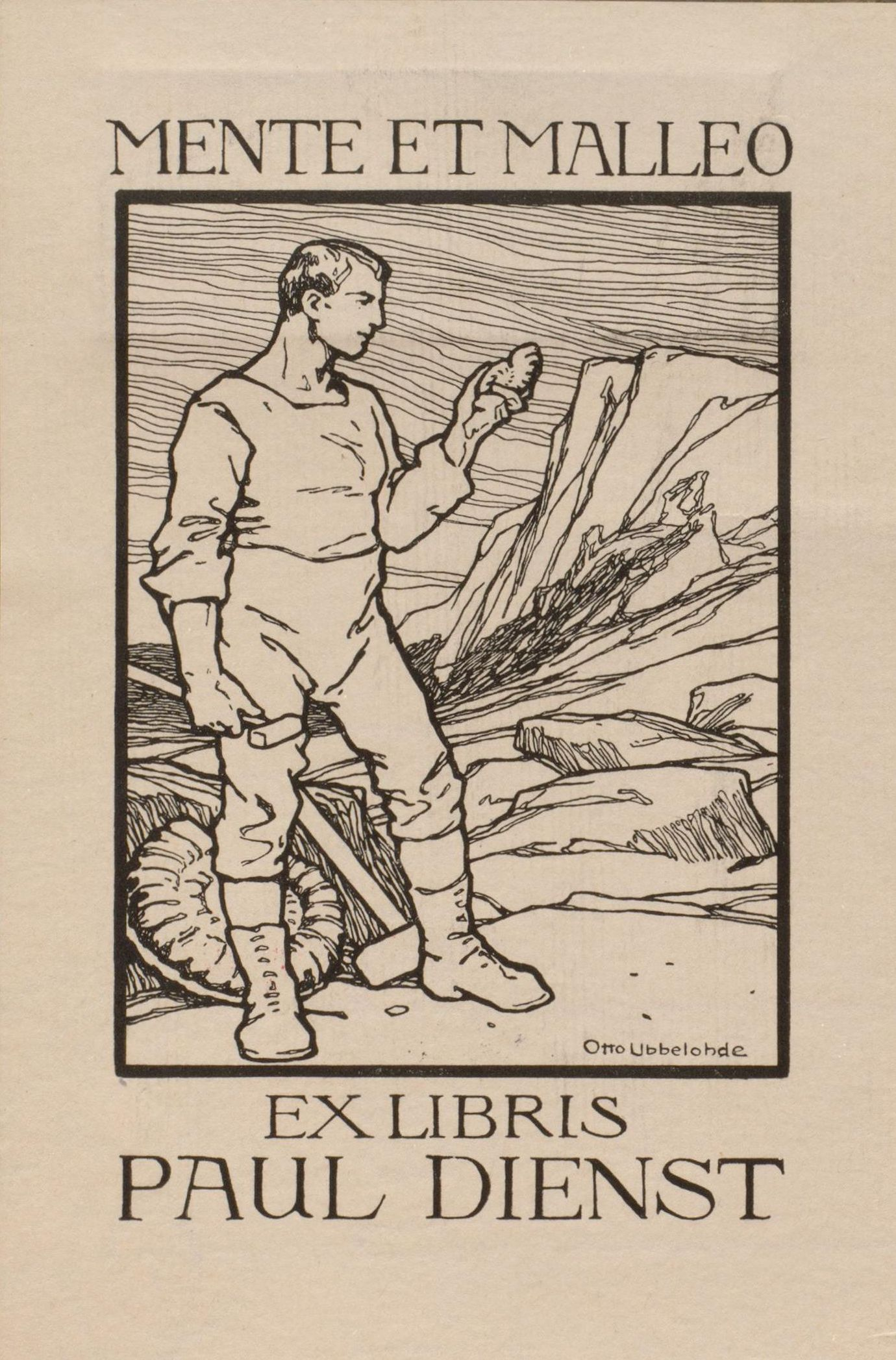
Ex Libris del geologo e paleontologo tedesco Paul Hermann Dienst (1881-1939); incisore: Otto Ubbelohde.

Il motto ricorre nello stemma e nel logo della Società geologica italiana, che ha forma circolare: al centro dello stemma, due martelline incrociate, con massa di forma diversa, forse a indicare simbolicamente le distinte ma congiunte funzioni della mens e del malleus.
Il motto e lo stesso logo sono generalmente utilizzati, in tutto il mondo, da università, società di geologi, convegni ed esposizioni di geologia e mineralogia, e sono riprodotti su medaglie commemorative di eventi e celebrazioni.
Mente et malleo è anche il nome di una rivista di tecnica e di ingegneria pubblicata a Torino negli anni Venti del XX secolo: vi scrisse articoli, fra gli altri, il giovane Adriano Olivetti, ingegnere, imprenditore e politico.